# Syzygium goniocalyx
Syzygium goniocalyx är en myrtenväxtart som först beskrevs av Carl Karl Adolf Georg Lauterbach, och fick sitt nu gällande namn av Elmer Drew Merrill och Lily May Perry. Syzygium goniocalyx ingår i släktet Syzygium och familjen myrtenväxter. Inga underarter finns listade i Catalogue of Life.